# Senzor de mișcare radar
Senzorii de mișcare radar denumiți și senzori cu ultrasunete sau senzori de înaltă frecvență ( HF - high frequency), funcționează prin transmiterea undelor sonore de înaltă frecvență, care scanează obiectele aflate în jur și emit senzorului informațiile din mediu. Mișcarea detectată în câmpul de acțiune al senzorului perturba modelul undelor reflectate și activează senzorul. Senzorul de mișcare cu ultrasunete emite unde sonore de frecvențe înalte nepercetibile de auzul uman.

## Avantaje și dezavantaje
Cel mai mare avantaj al senzorului de mișcare de înalta frecvență (HF) este de asemenea și cel mai mare dezavantaj. Senzorii HF sunt sensibili la orice mișcare, nu doar mișcările umane și prin urmare pot crea alarme false. Atunci când senzorii HF se utilizează pentru controlul luminilor, există posibilitatea ca luminile să fie aprinse chiar dacă în câmpul vizual al senzorului nu se află nicio persoană.
Senzorii HF au o acoperire similară cu senzorii de mișcare cu infraroșu (PIR). Senzorii HF au raza de acțiune de 3 metri în înălțime și 8 metri în lungime.
Senzorii HF pot avea încorporată tehnologia-duală, însemnând că pe langă senzorul HF este inclus și un senzor PIR. Senzorii cu tehnologie duală utilizează senzorul PIR care are o sensibilitate moderată pe distanțe mari și senzorul HF care are o sensibilitate ridicată pe distanțe mici. Împreuna senzorul HF și PIR îmbunătățesc capacitatea generală de detecție.
Un alt avantaj/dezvantaj al senzorului HF este acela că detectează mișcarea prin obiecte solide (sticla, perete). În zonele în care nu exista o vedere directă, senzorul poate detecta mișcarea. În acest caz faptul că senzorul detectează mișcarea prin obiecte solide reprezintă un avantaj. În cazul în care senzorul HF detectează mișcarea dintr-o zonă adiacenta populată, senzorul va declanșa lumina din zona nepopulată, creând alarme false.
Alegerea și montarea corectă a senzorului conduce la o opțiune viabilă pentru controlul luminilor atât în zona rezidențială cât și în cea industrială/comercială.